# Cumlosen
Cumlosen település Németországban, azon belül Brandenburgban. Lakosainak száma 717 fő (2023. december 31.).

## Népesség
A település népességének változása:
| Lakosok száma | 787  | 716  | 717  | 717  | 719  | 717  |
|               | 2014 | 2017 | 2019 | 2021 | 2022 | 2023 |